# Argonautica
Die Argonautica sind ein Epos des römischen Dichters Gaius Valerius Flaccus (1. Jahrhundert n. Chr.) in acht Büchern über die Fahrt der Argonauten zur Erringung des Goldenen Vlieses. Es handelt sich um eine Nachdichtung der Argonautika des Apollonios von Rhodos, das den Römern in der Übersetzung des Varro Atacinus bereits vertraut war.

## Aufbau

### Fahrt und Suche
Die ersten vier Bücher erzählen die Fahrt nach Kolchis: Im ersten Buch erhält Jason den Auftrag von Pelias, das Goldene Vlies zu erbeuten. Während er die Fahrt vorbereitet und die Argo gebaut wird, kommt es zwischen den Göttern im Olymp zu einer leidenschaftlichen Debatte über den Auftrag der Argo. Es geht dabei um die Vor- und Nachteile von – wie man heute wohl sagen würde – „Globalisierung“: Die einen Götter sind der Meinung, dass man die Völker und Könige im Osten einfach in Ruhe lassen sollte, auch wenn sie Tyrannen seien, und dass selbst der oberste Gott kein Recht habe, weltweit nach seinem Gusto für Ordnung zu sorgen und dafür Kriege zu führen. Jupiter dagegen meint, dass Beziehungen zwischen den Völkern aufgenommen und dass Handel und Zivilisation vorangetrieben werden sollten, auch wenn das Krieg bedeute.
Von diesen großartigen Plänen weiß Jason allerdings nichts, als er aufbricht. Er weiß auch nicht, dass – kaum ist er fort – seine Eltern von dem Tyrannen Pelias ermordet werden.
Die Bücher 2–4 erzählen dann die Abenteuer auf der Fahrt, und die Bücher 5–7 von dem Aufenthalt in Kolchis.
In den Kolchis-Büchern verschiebt sich der Fokus der Erzählung von den Argonauten auf das Mädchen Medea, die sich in Jason verliebt und nach langem, quälenden Ringen mit sich selbst bzw. den Göttinnen, die sie „verhext“ haben, beschließt, dieser Liebe nachzugeben, Jason vor dem sicheren Tod zu retten etc. Sie entscheidet sich damit gegen ihren Vater und ihr ganzes bisheriges Leben. Das schlimme Ende dieser Liebe, wovon Euripides Medea-Tragödie handelt, wird im Argo-Epos eigentlich nicht erzählt, aber von Valerius immer wieder angedeutet; die Kolchisbücher sind von daher – anders als bei Apollonios – eher gruselig-düster grundiert.

### Das Ende des Epos
Das Epos endet abrupt, mitten in einer Auseinandersetzung zwischen Medea und Jason, ist also unvollständig. Daher stellt sich die Frage, ob der Rest durch mechanischen Verlust ausgefallen ist oder ob Valerius wegen seines verfrühten Todes das Werk nicht vollenden konnte. Von dieser Frage hängt es ab, wie man die Widersprüche im Epos (insbesondere zwischen Prophezeiungen und ihrer Erfüllung) interpretiert: War die Forschung früher sicher, dass es sich hier um Fehler handelt, die der Dichter noch bereinigen wollte, wird heute oft vermutet, dass es sich um ein raffiniertes intertextuelles Spiel mit den Vorgängerversionen handelt.

## Zeitgeschichtlicher Bezug
Noch bedeutsamer für die Gesamtinterpretation ist eine andere Frage: Welchen Umfang sollte das Epos haben? Sollte es nur 8 Bücher umfassen (was bedeuten würde, dass die Schilderung der Heimfahrt von Kolchis im Vergleich zu Apollonios praktisch gestrichen werden sollte), oder plante Valerius 12 Bücher, also eine ausgedehnte Schilderung der Heimfahrt? Letzteres könnte dem Werk einen ganz anderen Schwerpunkt geben, als es jetzt vermittelt. Nach Ansicht mancher Forscher beabsichtigte Valerius mit seinem Epos in erster Linie die Glorifizierung von Vespasians Bemühungen um die Sicherung der römischen Herrschaft in Britannien sowie die Öffnung der Meere für die Schifffahrt im Allgemeinen, da ja die Hochsee-Schifffahrt und ihre Folgen das zentrale Thema der Argonautica sind. Diese Auffassung würde natürlich mehr Gewicht erhalten, wenn man annehmen könnte, dass die Argo in den späteren Büchern tatsächlich nach Britannien gelangen sollte.
Aber das muss Spekulation bleiben. Die vorhandenen Bücher lassen eine affirmative Bezugnahme auf zeitgenössische Eroberungskriege eher als äußerst prekär erscheinen. Zwar trägt Jupiter mit seinem Expansionskonzept in der Götterdiskussion den Sieg davon; auch deutet er an, dass das Projekt über viele Jahrhunderte andauern und von einem dafür geeigneten Volk vollendet werden soll – worin man unschwer das Römische Reich erkennen kann. Doch die Argonautica selbst lassen keine sonderlich optimistische Perspektive erkennen: Jason erhält seinen Auftrag von Pelias, der ebenso wie Aietes als übler Tyrann dargestellt ist; seine Eltern werden ermordet, was zeigt, dass Jason für seinen Ruhm und die Pläne der Götter einen bitteren Preis bezahlen muss, und vor allem: Das Goldene Vlies, das Unterpfand der Herrschaft und Symbol für die Übertragung der Macht vom Osten auf den Westen, kann von Jason nicht aus eigener Kraft gewonnen werden, weshalb er mit dem Vlies auch Medea nach Griechenland bringen muss, was ein katastrophales Ende bedeutet.
Aus diesen Gründen ist eher zu vermuten – und das passt auch besser zur Gattung Epos, mit der ein Dichter normalerweise unsterblichen Ruhm und keinen tagespolitischen Kommentar anstrebt – dass Valerius Flaccus den Diskurs, die wichtigen Themen seiner Zeit eher allgemein reflektiert und vielleicht ein Dilemma aufzeigen will, das er als grundsätzlich ansieht.

## Sprache und Erzählweise
Valerius Flaccus wurde schon in der Antike nur von wenigen Kennern wie Quintilian geschätzt und während vieler Jahrhunderte kaum rezipiert. Erst in den letzten Jahren wurde er von der philologischen Forschung wiederentdeckt. Valerius versah die episodenhafte Erzählung des Apollonius mit einem klaren, stringenten Aufbau, einer übergeordneten Idee und ganz neuen Deutung, obwohl die Änderungen, die er am Plot vorgenommen hat, eigentlich nur minimal sind. Seine Sprache ist an Vergil, ferner Ovid orientiert, in den Bildern greift er sehr oft auch auf Homer zurück und es fehlt nicht an Originalität im Detail und an wirklich schönen, glänzenden Passagen. Aber seine Sprache ist auch enorm schwierig, manchmal fast hermetisch (die Übersetzungen sind aber meist überhaupt nicht zu verstehen). Auch aus inhaltlichen Gründen ist er schwer zu verstehen. Er setzt viele Vorkenntnisse voraus, besonders die vollständige Kenntnis des Apollonios. Aus diesen Gründen wird er wahrscheinlich weiterhin ein „Geheimtipp“ bleiben.

## Ausgaben und Übersetzungen (teilweise mit Kommentar)
- Widu-Wolfgang Ehlers (Hrsg.): Gai Valeri Flacci Setini Balbi Argonauticon libros octo, Stuttgart 1980.
- Hubert Stadler (Hrsg.): Valerius Flaccus, Argonautica VII. Ein Kommentar, Hildesheim u. a. 1993.
- Thomas Baier (Hrsg.): Valerius Flaccus, Argonautica Buch VI. Einleitung und Kommentar, München 2001.
- Paul Dräger (Hrsg.): C. Valerius Flaccus: Argonautica/Die Sendung der Argonauten. Lateinisch/Deutsch, Frankfurt (Main) 2003 (mit Kommentar)